# Maxi Rescia
Maxi Rescia, el seu nom complet Maximiliano Daniel Rescia (Buenos Aires, 29 d'octubre de 1987) és un jugador de futbol sala professional de nacionalitat argentina. Té un ampli palmarès en aquest esport, i actualment milita al Pescara Calcio a 5 italià.
És caracteritzat per ser un jugador capaç d'interpretar molt eficaçment qualsevol dels rols o posicions que el futbol sala té. També és un jugador conegut per les seves més de 140 internacionalitats amb la selecció Argentina, i el seu prestigi com a jugador pel que fa a palmarès en títols i premis en l'àmbit individual i d'equip. És un jugador tant vertical com horitzontal, molt veloç, i amb molta resistència i ritme a la pista, cosa que li permet disputar gran part dels minuts dels quals consta el partit, també per la seva força i intensitat a l'hora de defensar els rivals als contraatacs o els 1 contra 1 És un jugador hàbil amb les dues cames i amb el cap, també molt intel·ligent a l'hora de llegir i visualitzar el joc.

## Inicis en el futbol sala argentí
Va iniciar-se en les categories inferiors del Pinocho, un club molt pioner en el fustal d'aquella època, el més prestigiós i guardonat del país durant el temps que el jugador va jugar en allà, estava ciutat a la capital de l'Argentina i ciutat natal del jugador, Buenos Aires.

## Debut
Després de completar tot el procés d'aprenentatge en el sector juvenil, i passar per la gran majoria de les categories inferiors del Pinocho, el club va apostar per la jove promesa de la seva pedrera i el va fer debutar en el màxim campionat argentí amb 17 anys, va ser el seu debut a nivell professional de club, però ja s'havia estrenat a la elit debutar amb la selecció argentina setmanes abans en un campionat continental Sub20.
La seva entrada al primer equip va coincidir amb l'època d'or d'aquest club, el Pinocho que també era anomenat en aquells temps la Màquina Verda (el seu equipament era de color verd), se li deia així perquè van dominar el campionat argentí durant molt de temps. En els anys que va estar a Pinocho va guanyar sis títols nacionals: 4 Campionats d'obertura consecutius entre els anys (2005-2008) i dos títols de Cloenda que els va guanyar els anys 2005 i 2007. També va ser finalista, de la 'Copa Libertadores', màxima competició continental d'Amèrica del sud a nivell de clubs. Durant tota la seva etapa com a professional en aquest club, va jugar de totes les posicions possibles en el futbol sala, el que podria ser la causa per explicar lo bé que s'adapta en qualsevol posició del joc, i els pocs problemes que té en exercici un rol o altre en els esquemes tàctics d'aquest esport.

## Sortida a Europa
Al mercat d'estiu del 2008, el club argentí va accedir a negociar amb el Nàpols, que es va interessar de forma molt contundent pel jove jugador que en aquella època tenia 20 anys i tot-hi la seva joventut, era un jugador de molta importància per l'equip de la seva ciutat. Finalment els dos equips van arribar a un acord econòmic satisfactori per al traspàs del jugador, i Rescia va signar per dues temporades amb el club italià. En aquella època Rescia va fer un altre pas endavant al marxar al continent europeu a jugar, se li anaven obrint portes amb oportunitats, les que aprofitava i anava creixent com a jugador a base d'experiències, ja que en aquell moment ja jugava a la selecció absoluta de l'Argentina. La sortida a Europa la va enfocar com un aprenentatge, ja que hi havia aconseguir guanyar tots els títols de l'Argentina i necessitava seguir guanyant per engrandir tant el seu tarannà i palmarès, que ja havia començat a obtenir al seu país.
El 'trànsfert' del fitxatge va ser completat i el jove talent argentí va poder debutar en la Sèrie A, al setembre del 2008, va tenir un paper protagonista i va poder comptar de bastants minuts en el primer equip per a la joventut que tenia durant el seu primer any al continent europeu. Aquella temporada també va ser regularment utilitzat per al filial del club, que juntament amb els seus compatriotes Borruto i Iribarne van aconseguir la victòria del campionat Sub-21.
La temporada següent la societat Italiana canvia i passa a dir-se Nàpols Barrese.
A causa d'algunes lesions, Rescia va fer el paper de pivot bona part d'aquella temporada, anotant 24 gols durant aquesta. Després d'un bon inici al país itàlic, va tancar el seu primer cicle en allà, i va deixar el Nàpols per començar una nova aventura en la mateixa Itàlia.
A l'estiu de 2010 el jugador fitxa pel Futsal Samb de la Regió d'Ancona, al nord del país. Equip que va jugar a la segona divisió Italiana a causa de la fusió de la Barzini i la represa de la societat veneciana de campionats regionals. Va exercir de líder de l'equip i va ser un dels millors jugadors de la categoria durant aquella temporada, això va fer despertar l'atenció d'alguns dels grans equips de la primera divisió.
El 2011, va signar un contracte de dos anys amb el Cogianco Genzano, equip de la ciutat de Roma, que en aquell moment militava a la segona divisió italiana i amb el qual la primera temporada va guanyar els campionats de Lliga, per tant va ascendir de categoria i va tornar a jugar a la màxima divisió de fútbol sala italià, també va obtenir el campionat de Copa d'Itàlia A2, la competició de copa de la segona categoria. Va destacar en diferents posicions i va començar a fer-se veure davant els grans equips del país i mostrar les seves variades virtuts com a jugador.
Després del recent ascens, l'any següent, el Cogianco va finalitzar la temporada en un quart lloc més que positiu en la temporada regular a la primera divisió però sobretot va arribar a la final de la Copa d'Itàlia, partit que va ser perdut contra el Luparense, que també va ser campió de lliga aquell any. En dues temporades al club romà va fer 42 gols, on les dues va dur el mateix número a la samarreta que duia a la selecció, el dorsal número 5.
En la temporada 2013-14 el jugador va fitxar pel Acqua e Sapone Calcio a 5, un dels equips més punters de la categoria. Va ser una aposta per intentar destacar en un dels grans clubs italians. Però la seva etapa al Acqua e Sapone va durar poc, ja que al desembre es va traslladar al Reial Rieti, club de la regió del Laci. Maxi Rescia, fortament recolzat per Alessio Musti, el seu entrenador durant el seu pas per Cogianco, qui el va convèncer per fitxar per Rieti, cal destacar que aquest va ser el mateix entrenador que el va portar a ser utilitzat de manera constant en la faceta ofensiva del joc. Va realitzar una temporada destacada a causa del fet que va tenir un paper protagonista i va ser un dels principals arquitectes de la brillant temporada de l'equip.
A la temporada següent es va traslladar a l'ambiciós Pescara, comandada per la familia Iannascoli, pare i fill van ser els que van crear un projecte a base d'una inversió contundent en fitxatges de prestigi com l'argentí Rescia, qui va acceptar aquesta proposta de projecte pensant que podía ser l'oportunitat per fer el pas definitiu per passar a la història d'aquest esport. Va ser tot un encert, ja que va aconseguir guanyar, en dos anys, un títol de lliga, una Copa d'Itàlia i la Supercopa Italiana. Va arribar a consagrar-se en el més alt del Futsal italià i així és com va tancar el cicle amb més èxit de la seva carrera com a futbolista. Durant la seva etapa al Pescara va vestir la samarreta amb el número 8 a l'esquena.
Després de vuit temporades en els campionats italians, l'estiu de 2016, Rescia va deixar el Pescara per traslladar-se a Santa Coloma, al club degà de la Lliga Nacional de futbol sala d'Espanya, el català Catgas Energia. Va ser el fitxatge estrella de l'equip colomenc, ja que va arribar després de guanyar el mundial de Colòmbia. Va debutar el 12 d'octubre en un partit davant del Jaén, a Santa Coloma, un partit on va contribuir fent una assistència i un gol. Va dur el dorsal número 11 durant la temporada. La seva adaptació va ser molt ràpida i va tenir un paper de lideratge de l'equip al llarg de la temporada. Malgrat tenir un paper majoritàriament defensiu, va realitzar un total de 18 gols en tota la temporada. I va ser el segon màxim golejador de l'equip. Com a objectius, va aconseguir classificar-se per a la copa d'Espanya i el play-off, on totes dues vegades va ser eliminat per l'Inter Movistar, i on en tots dos partits Maxi va marcar gol.
Una temporada després, va decidir tornar a Itàlia, país on ja s'havia consagrat com a jugador important i decisiu, i ho va fer al mateix Pescara últim club on havia estat, on va tornar l'estiu del 2017, i on encara està jugant actualment. L'equip italià li va proporcionar una gran oferta al davant en tots els àmbits, tant en el projecte esportiu com en el de fitxa i va pagar la clàusula del jugador al Catgas Energia, que es va quedar amb ganes de disfrutar les qualitats de l'argentí a la pista, malgrat aquest adéu, Rescia es va endur un gran record de l'estima que va rebre per part de l'afició.

## Selecció Nacional
Va debutar a l'equip Nacional Sub 20 abans de debutar a la lliga argentina, jugant el primer partit amistós el 2005 contra l'Uruguai. Quant encara tenia 17 anys.
L'any següent va quedar subcampió d'Amèrica del Sud amb la selecció Sub 20 i aquest mateix any també va debutar en l'equip nacional absolut en l'amistós contra Holanda.
- El 2007, va obtenir medalla de bronze en el tercer Gran Premi del Brasil. Una competició continental de l'Amèrica del sud.
- El 2008 va ser subcampió en el torneig KL5 Paraula a Malàisia i quart en el Gran Premi del Brasil, mentre que poc després ve el primer èxit amb l'equip nacional en el torneig de Tailàndia Futbol Sala i experimentar el món 2008.
- El 2009 va participar en el Gran Premi i guanya la "Copa de les Tres Nacions" a Porec.
- El 2011 va quedar finalista de la copa Amèrica disputada en la mateixa Argentina.
- Amb la selecció albiceleste també va participar en el Campionat del Món 2012, on van quedar eliminats a quarts de final.
- El 2014 va guanyar el trofeu de la copa confederacions a Tailàndia.
- El 2015, va ser campió d'Amèrica a Veneçuela després de vèncer a Brasil.
- Especialment en el de 2016, en què Argentina es gradua campió per primera vegada en la seva història vencent a la selecció de Rusia a la final per 5-4, on Maxi, malgrat tenir molèsties al turmell va ser una de les claus defensives per a arribar al més alt d'aquest esport i alçar el mundial.
L'any 2017, el seu país va tornar a organitzar la Copa Amèrica a San Juan, part del sud de l'Argentina. La selecció va realitzar una magnífica competició, i en especial Rescia, que va fer una molt bona copa. Després de vèncer en tots els partits i arribar a la final, on Rescia va obrir el marcador, van caure derrotats a la pròrroga davant un Brasil ple de joves talents amb molta projecció. Encara que no va servir per guanyar, Rescia va ser escollit MVP (jugador més valorat) del campionat.
Cal destacar que el jugador de Buenos Aires, és un dels jugadors amb més internacionalitats, i partits disputats amb la selecció Argentina. El seu rol en conjunt 'albiceleste' també ha anat variant durant els anys. És un dels pilars i jugadors de més rellevància i una peça clau en l'esquema d'aquesta selecció d'en somni i tan guardonada liderada per al seleccionador Diego Giustozzi.

## Palmarès oficial
Palmarès amb club:
- Scudetto U21: 1 Nàpols: 2008-2009
- Divisió d'Honor: 6 Pinotxo: Inauguració: 2005, 2006, 2007, 2008 Clausura: 2005, 2007
- Scudetto Campionats italians: 1 Pescara: 2014-15
- Copa d'Itàlia: 1 Pescara: 2015-16
- Supercopa d'Itàlia: 1 Pescara: 2015
- Campionat de la Sèrie A2:1 Cogianco Genzano: 2011-12
- Coppa Italia de la Sèrie A2: 1 Cogianco Genzano